# Municipio de St. George (Minnesota)
El municipio de St. George (en inglés: St. George Township) es un municipio ubicado en el condado de Benton en el estado estadounidense de Minnesota. En el año 2010 tenía una población de 1153 habitantes y una densidad poblacional de 12,13 personas por km².

## Geografía
El municipio de St. George se encuentra ubicado en las coordenadas 45°35′48″N 93°57′18″O / 45.59667, -93.95500. Según la Oficina del Censo de los Estados Unidos, el municipio tiene una superficie total de 95.05 km², de la cual 94,89 km² corresponden a tierra firme y (0,17 %) 0,16 km² es agua.

## Demografía
Según el censo de 2010, había 1153 personas residiendo en el municipio de St. George. La densidad de población era de 12,13 hab./km². De los 1153 habitantes, el municipio de St. George estaba compuesto por el 97,31 % blancos, el 0,09 % eran afroamericanos, el 0,35 % eran amerindios, el 0,26 % eran asiáticos y el 1,99 % eran de una mezcla de razas. Del total de la población el 0,95 % eran hispanos o latinos de cualquier raza.